# Amar Tou
Amar Tou, né le 1er décembre 1945 à MSirda Fouaga, près de Tlemcen, en Algérie, est un homme politique algérien, ministre à plusieurs reprises.

## Biographie
Cet économiste de formation (docteur en sciences économiques) a rapidement monté les échelons en politique. Il est élu député dès 1987 dans son fief de Sidi-Bel-Abbès devenant en même temps président de la commission économique. Également ancien enseignant (non permanent) en économie à l'université Djilali Liabes à Sidi Bel Abbès. Ce membre du FLN est également ministre de l'Enseignement supérieur et de la Recherche scientifique, ministre des Postes et des Télécommunications, à la suite de la révolution des télécommunications dont Amar Tou est artisan, le président Abdelaziz Bouteflika lui confie le secteur de la santé pour la réforme hospitalière, il réussit à réorganiser l'organigramme institutionnel national des centres  hospitaliers en prônant une politique réformiste approfondie mais assez contestée par les professionnels de santé. Il est enfin nommé ministre des Transports où il émerge avec son travail remarquable dans les projets de réalisation des voies ferrées (train et tramway). 
Il a, lors des élections législatives en 2007, conduit la liste FLN pour Oran bien que contesté par certains militants et cadres de son parti pour Oran notamment le colonel Abid qui se voyait surpris d'être en 3e position sur la liste FLN d'Oran. Quoi qu'il en soit, Amar Tou remporta le tiers des sièges à Oran.
Les dernières élections législatives de 10 mai 2012 la liste de FLN a pu dominer avec huit sièges sur huit dans la wilaya de 
Sidi Bel Abbès, cette fois-ci, classé tête de liste, en effet, grâce à ses réalisations au cours de ses différentes fonctions ministérielles, a été en mesure d'améliorer l'image de sa wilaya.
Le 26 mai 2019, il dans le contexte des manifestations de 2019 en Algérie, il est renvoyé devant la Cour suprême. Le 16 juin, il est placé sous contrôle judiciaire.
Le 16 mars 2020, la Cour suprême a statué pour un non-lieu en sa faveur. Le procureur a fait appel, mais la chambre d’accusation a confirmé le verdict du juge.

## Mandats
- Membre du comité central du FLN
- Membre du bureau politique du FLN
- Député FLN (1987-1991, 2007,2012)
- Ministre de l'Enseignement supérieur et de la Recherche scientifique (1997-1999)
- Ministre de la Poste et des Technologies de l'information et de la communication (2003-2005)
- Ministre de la Santé (2005-2008)
- Ministre des Transports (2008-2013)